# ميجول (طاقة)
ميجول منطقة سكنية تقع في ولاية طاقة، التابعة لمحافظة ظفار في سلطنة عمان. يقدر عدد سكانها بـ 8 نسمة حسب إحصاء عام 2010 التابع للمركز الوطني للإحصاء والمعلومات الحكومي. رمز المنطقة هو 20240202.

## الوصلات الخارجية
- المركز الوطني للإحصاء والمعلومات، سلطنة عمان